# Basal (Baranya)
Basal es un pueblo ubicado en el distrito de Szigetvár, en el condado de Baranya, Hungría.

## Superficie
Posee una superficie de 4,040 kilómetros cuadrados.

## Demografía
Hasta 2019 la población era de 159 habitantes, con una densidad de población de 39,36 habitantes por kilómetro cuadrado.